# Wielanowo (stacja kolejowa)
Wielanowo – stacja kolejowa w województwie zachodniopomorskim, w powiecie szczecineckim, w gminie Grzmiąca. Stacja położona w lesie, 1 km na północny wschód od Wielanowa, 3 km na południowy zachód od Nosibądów, 4 km na północ-północny wschód od Krosina. Przez stację przebiega jednotorowa zelektryfikowana linia kolejowa Szczecinek - Białogard - Kołobrzeg. Na stacji zatrzymują się wyłącznie pociągi osobowe.

## Ruch pasażerski
| Rok  | Wymiana pasażerska na dobę |
| ---- | -------------------------- |
| 2017 | 20-49                      |
| 2022 | 20-49                      |